# Luigi Carpaneda
Luigi Carpaneda (né le 28 novembre 1925 à Milan – mort dans la même ville le 14 décembre 2011) est un escrimeur italien.

## Biographie
Lors de l’épreuve du fleuret par équipe, Luigi Carpaneda remporte la médaille d’or des Jeux olympiques d'été de 1956 et la médaille d’argent lors de ceux de 1960. Il remporte également deux médailles mondiales en escrime, l'or par équipe en 1955 et le bronze, toujours dans la compétition par équipe, en 1957.
Il fréquente également le monde automobile en disputant toutes les éditions de la course des Mille Miglia entre 1950 et 1961,.
La voile constitue une autre de ses passions : il dispute de nombreuses courses, remportant un titre de champion du monde en catégorie Three Quarter Ton Cup. Il est capitaine de l'équipe italienne qui participe à l'Admiral's Cup à cinq reprises, en particulier lors de l'édition de 1995 où l'Italie remporte sa première victoire dans cette compétition. Il est par ailleurs membre du Yacht Club Porto Rotondo et nommé président honoraire du défi italien Mascalzone Latino lors de la Coupe Louis-Vuitton 2003, compétition déterminant le challenger de la Coupe de l'America 2003.